# 拉齊婭蘇丹娜

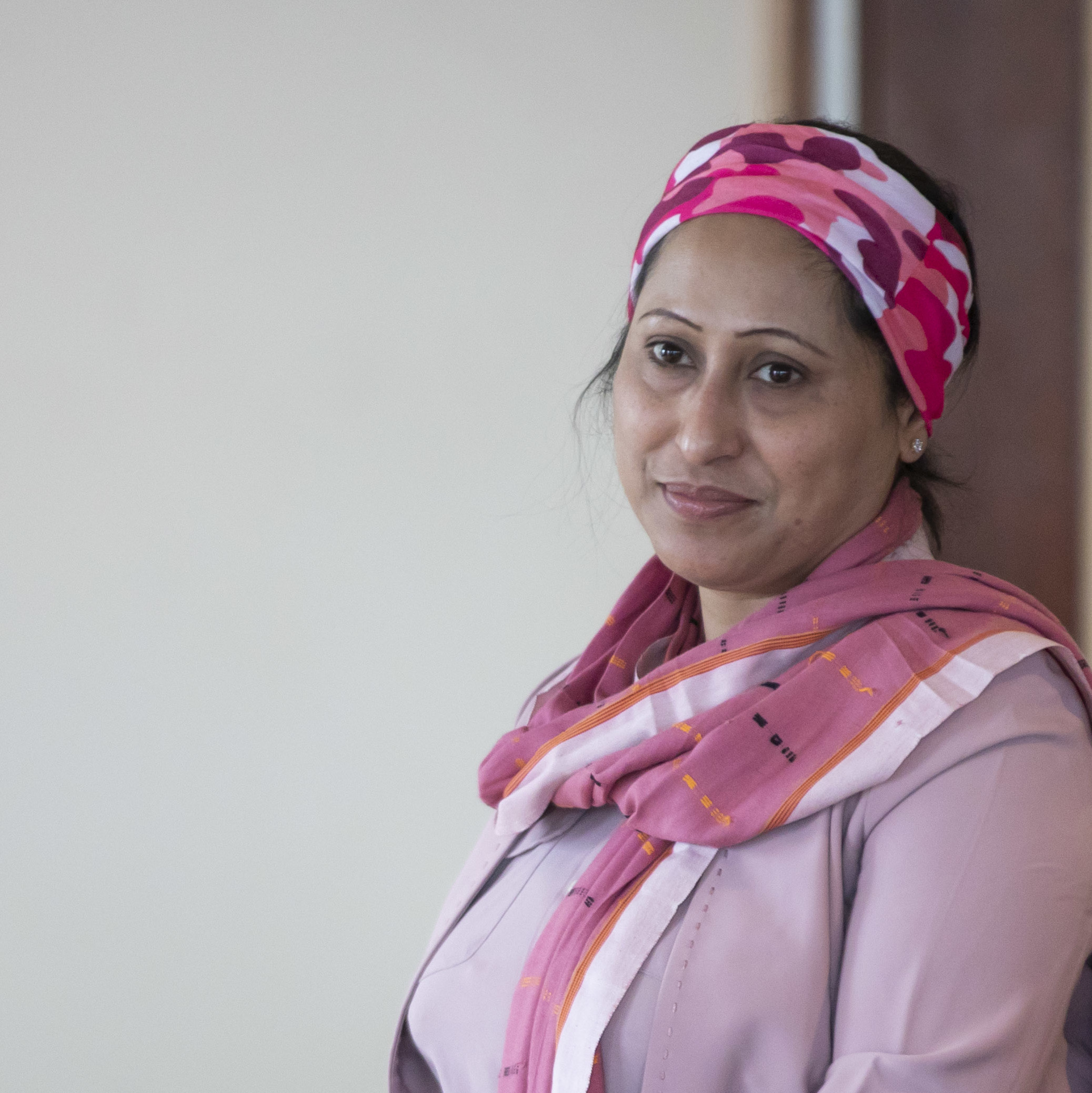
拉齐娅苏丹娜的个人图片

拉齊婭蘇丹娜，(1973-)，緬甸羅興亞人出身的女律師、教育家、人權活動家，曾獲國際婦女勇氣奖。

## 生平
拉齊婭於1973年出生於若開邦的孟都，在孟加拉國長大。
她是一名律師，教育家和人權活動家。她為羅興亞人和其他緬甸民族工作，特別為羅興亞女孩和婦女工作。
在採訪了數百名羅興亞人之後，她發表了兩份報告。報告的名稱是“見證恐懼”和“命令強姦”。在這些報告中，她告訴全世界緬甸安全部隊對羅興亞女孩和婦女的性暴力。
拉齊婭蘇丹娜也是阿拉干羅興亞民族組織女性部門的主管。